# Солинская ГЭС-ГАЭС
Солинская ГЭС-ГАЭС (пол. Elektrownia Solina) — гидроэлектростанция в Польше на реке Сан. Расположена в гмине Солина.

## История
Первые планы строительства плотины в регионе возникли ещё в 1921 году, когда появилась идея строительства небольшого сооружения возле села Мычковцы. Однако проект продвигался медленно, а с началом Второй мировой войны его прекратили. По окончании войны планы пересмотрели и создали проект строительства плотины в Солине. Однако послевоенные изменения границ сделали Сан приграничной рекой, что усложняло строительство.
После обмена территориями с СССР в 1951 году оба берега Сана снова оказались в составе Польши, а через десять лет наконец начались работы по строительству плотины. Они были завершены в 1969-м и стоили 1 500 000 000 злотых.
Первоначально мощность ГЭС составляла 136 МВт. После проведённой в 2000—2003 годах модернизации она выросла до 200 МВт за счёт установки двух обратимых турбин, что придало станции возможности гидроаккумуляции.

## Галерея

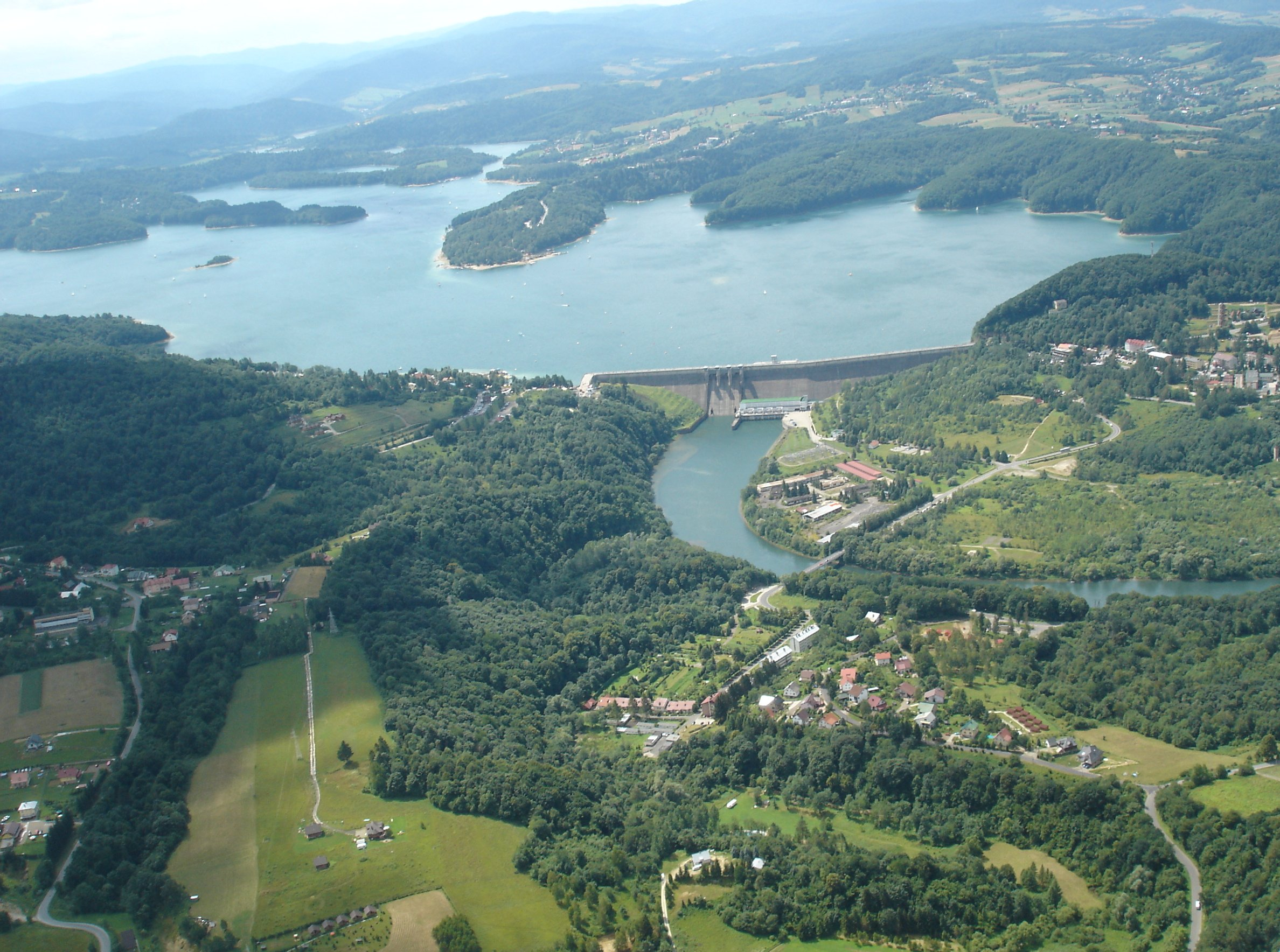
Плотина с высоты птичьего полёта
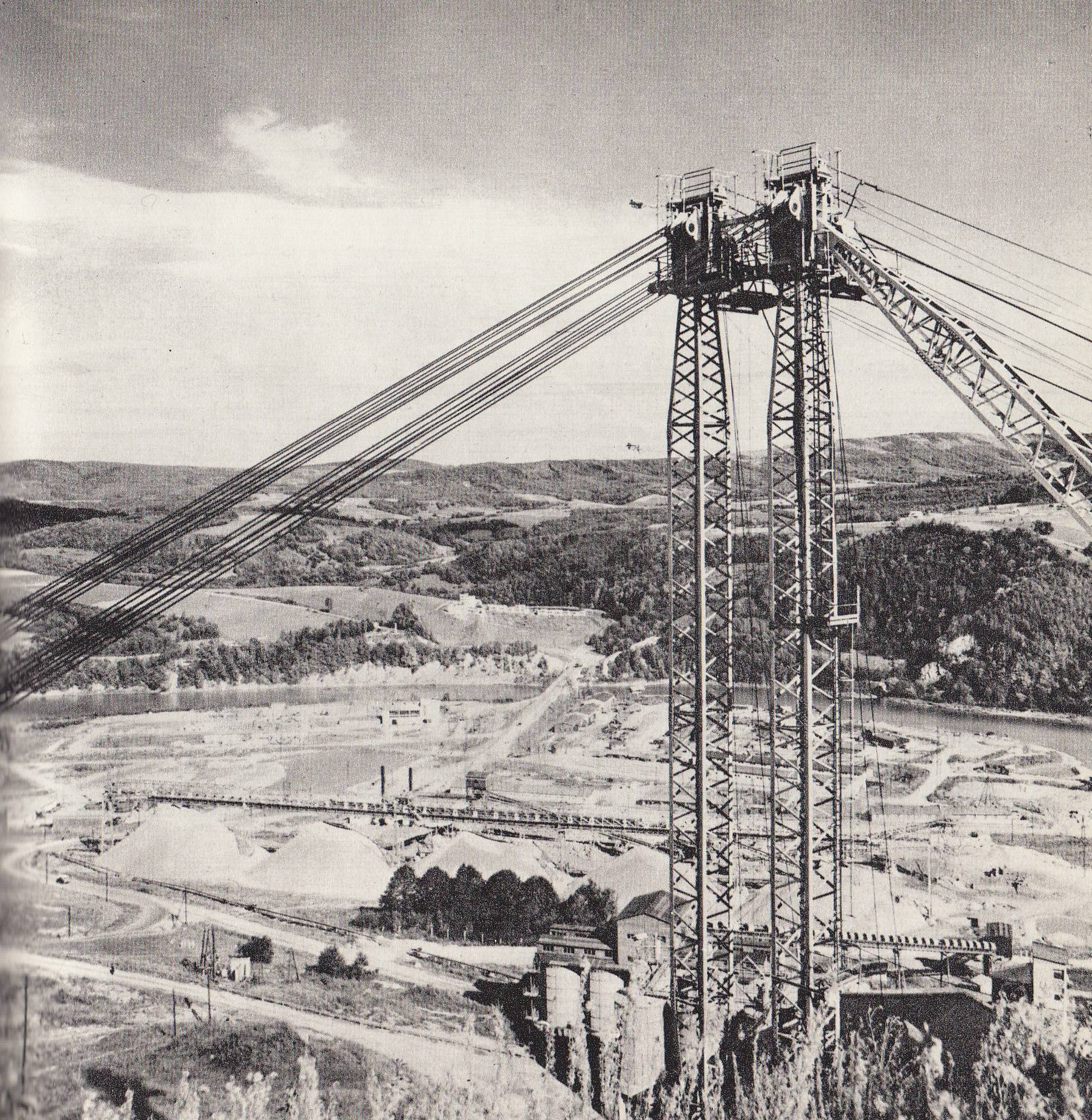
Строительные работы по возведению дамбы
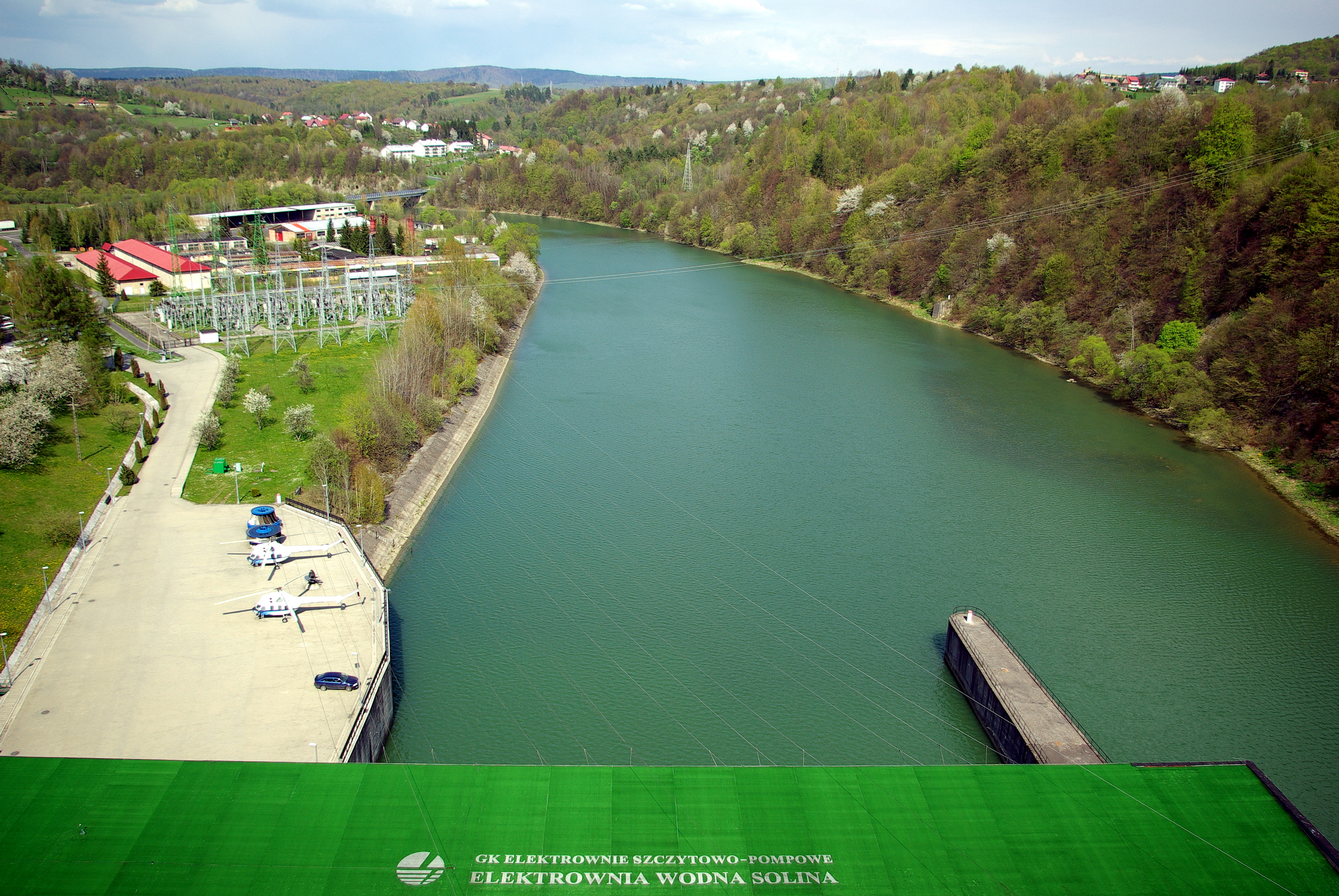
Вид с дамбы на берег
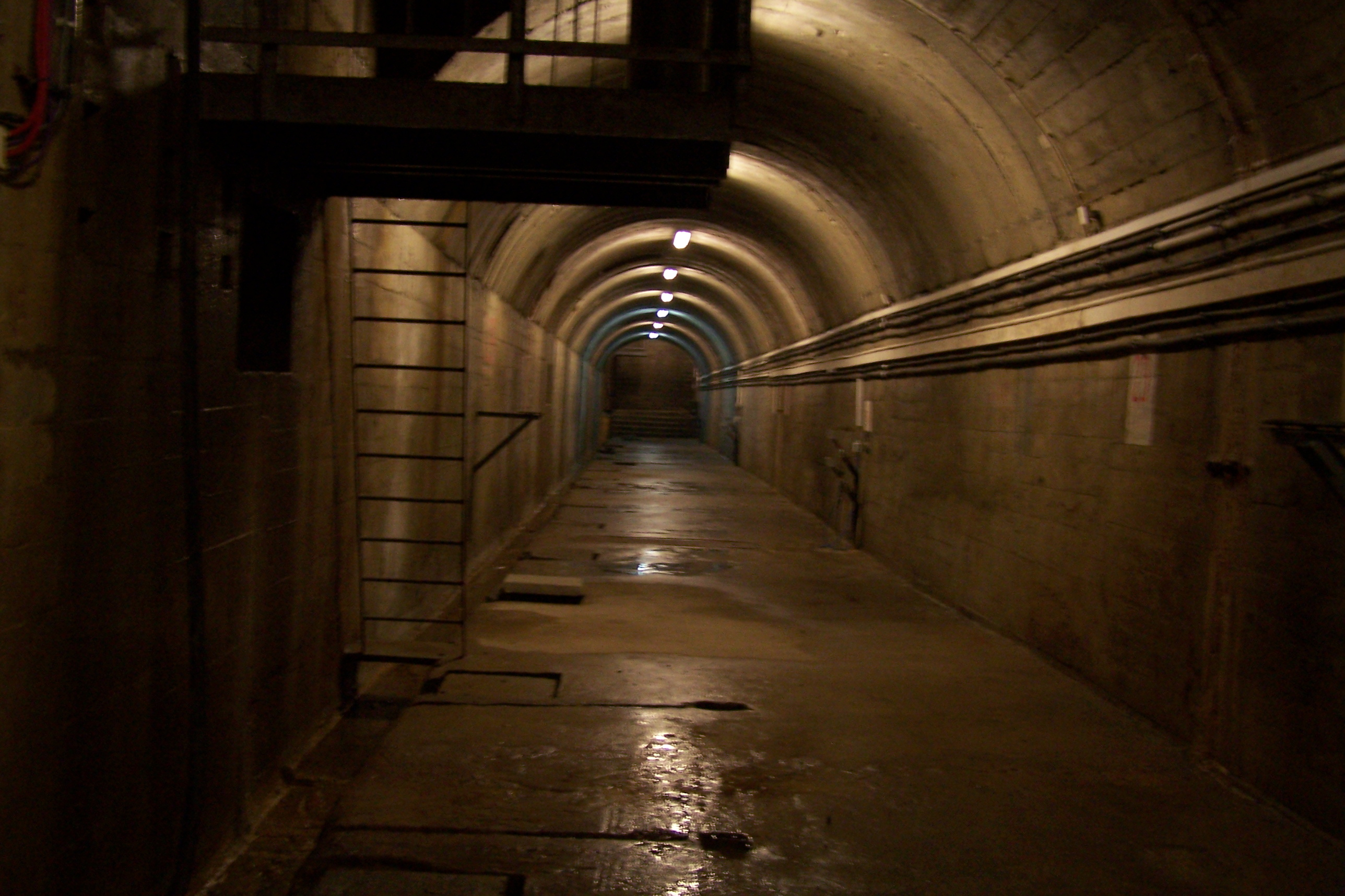
Техническая галерея в плотине на глубине 6 м